# Ельная (река)
Ельная — река на острове Сахалин. Протекает по Смирныховскому району Сахалинской области России. Длина реки Ельная — 61 км, площадь бассейна — 233 км²

## Гидрография
Начинается между горами Саратовская и Алмазная Камышового хребта. Течёт в северо-восточном направлении, в верховьях — по гористой местности, поросшей лесом, затем по заболоченной равнине. В низовьях, ниже села Ельники, пересекает железную дорогу и поворачивает на восток. Ширина реки при выходе на равнину — 20 м, глубина — 0,8 м. Скорость течения на равнинном участке — 1,2 м/с. Является одним из крупных притоков реки Пронай по правому берегу, 122 км.
Основные притоки — Пушистый (лв), Модный (лв), Извилистый (пр), Порок (лв), Кирпичный (лв), Поляна (лв), Горный (пр), Потомок (пр), Рысь (пр), Дальняя (лв, в 53 км от устья), Овесная (пр), Алмазная (пр).

## Водный режим
Питание реки происходит преимущественно от талых вод, как и основных реках данного района центральной части острова. Эта подпитка составляет около 60 % годового стока, 25 % — грунтовые воды и дождевые — около 15 %. Замерзает река в ноябре, освобождается — в апреле.

## Фауна
В реке обитают несколько видов рыб, среди них кижуч, горбуша, кета, сима, кунда, таймень. По распоряжению администрации Сахалинской области река рекомендована для проекта разработки рыбоводных сооружений по искусственному разведению по молодой горбуши (мощность 27 мл шт) и молодой кеты (мощность 10 мл шт).
Наблюдается нерест кеты.

## Данные водного реестра
По данным государственного водного реестра России река Ельная относится к Амурскому бассейновому округу, речной бассейн — бассейны рек о. Сахалин. Код гидрологической изученности 118300443. Код водного объекта 20050000212118300004430.

## Примечание
1. ↑  Ресурсы поверхностных вод СССР: Гидрологическая изученность. Т. 18. Дальний Восток. Вып. 2 [3]. Приморье / под ред. И. С. Быкадорова. — Л.: Гидрометеоиздат, 1963. — 83 с.
2. 1 2 3 4 5 6 7  Лист карты M-54-XXIII. Масштаб: 1 : 200 000. Указать дату выпуска/состояния местности.
3. 1 2 3  Ельная : [рус.] / verum.icu // Государственный водный реестр / Минприроды России. Дата публикации: 2021 —    .
4. ↑  Н. Сурмач, В. Андреева, Т. Звездов. Реки Сахалина. — Владивосток: Апельсин, 2012. — 156 с. Архивировано 11 августа 2022 года.
5. ↑  Об утверждении Типового перечня и схемы размещения рыбоводных сооружений для искусственного разведения тихоокеанских лососей на территории Сахалинской области. pravo.gov.ru. Дата обращения: 13 июля 2022.
6. ↑  Живоглядов А. А., Живоглядова Л. А. Воспроизводство тихоокеанских лососей (Oncorhynchus) в реках, впадающих в залив Терпения (Сахалин) // Вопросы ихтиологии. — 2019. — Т. 59, № 2. — С. 175–185.